# 20 kilometer gång för herrar i friidrott vid olympiska sommarspelen 2000
20 kilometer gång för herrar vid olympiska sommarspelen 2000 i Sydney avgjordes 22 september. 

## Medaljörer
| Gren       | Guld                      | Guld         | Silver               | Silver  | Brons                      | Brons   |
| 20 km gång | Robert Korzeniowski Polen | 1:18.59 (OR) | Noé Hernández Mexiko | 1:19.03 | Vladimir Andrejev Ryssland | 1:19.27 |

## Resultat
- Q innebär avancemang utifrån placering i heatet.
- q innebär avancemang utifrån total placering.
- DNS innebär att personen inte startade.
- DNF innebär att personen inte fullföljde.
- DQ innebär diskvalificering.
- NR innebär nationellt rekord.
- OR innebär olympiskt rekord.
- WR innebär världsrekord.
- WJR innebär världsrekord för juniorer
- AR innebär världsdelsrekord (area record)
- PB innebär personligt rekord.
- SB innebär säsongsbästa.
- w innebär medvind > 2,0 m/s

| Placering             | Idrottare                        | Tid     | Noteringar |
| --------------------- | -------------------------------- | ------- | ---------- |
| 1                     | Robert Korzeniowski (POL)        | 1:18.59 | OR         |
| 2                     | Noé Hernández (MEX)              | 1:19.03 | PB         |
| 3                     | Vladimir Andrejev (RUS)          | 1:19.27 |            |
| 4                     | Jefferson Pérez (ECU)            | 1:20.18 |            |
| 5                     | Andreas Erm (GER)                | 1:20.25 |            |
| 6                     | Roman Raskazov (RUS)             | 1:20.57 |            |
| 7                     | Francisco Javier Fernández (ESP) | 1:21.01 |            |
| 8                     | Nathan Deakes (AUS)              | 1:21.03 | SB         |
| 9                     | Alessandro Gandellini (ITA)      | 1:21.14 |            |
| 10                    | Nicholas A'Hern (AUS)            | 1:21.34 |            |
| 11                    | Michele Didoni (ITA)             | 1:21.43 | SB         |
| 12                    | Daniel Garcia (MEX)              | 1:22.05 | SB         |
| 13                    | Yu Guohui (CHN)                  | 1:22.32 | SB         |
| 14                    | Aigars Fadejevs (LAT)            | 1:22.43 |            |
| 15                    | Ilja Markov (RUS)                | 1:23.03 |            |
| 16                    | Giovanni de Benedictis (ITA)     | 1:23.14 |            |
| 17                    | Andrej Makarov (BLR)             | 1:23.33 |            |
| 18                    | Costică Bălan (ROM)              | 1:23.42 |            |
| 19                    | Jiří Malysa (CZE)                | 1:24.08 |            |
| 20                    | David Márquez (ESP)              | 1:24.36 |            |
| 21                    | Artur Melesjkevitj (BLR)         | 1:24.50 |            |
| 22                    | Satoshi Yanagisawa (JPN)         | 1:25.03 |            |
| 23                    | Moussa Aouanouk (ALG)            | 1:25.04 |            |
| 24                    | Arturo Huerta (CAN)              | 1:25.24 |            |
| 25                    | Dion Russell (AUS)               | 1:25.26 |            |
| 26                    | Tim Berrett (CAN)                | 1:25.29 |            |
| 27                    | Daisuke Ikeshima (JPN)           | 1:25.34 |            |
| 28                    | Robert Heffernan (IRL)           | 1:26.04 |            |
| 29                    | Sándor Urbanik (HUN)             | 1:26.16 |            |
| 30                    | Shin Il-Yong (KOR)               | 1:26.22 |            |
| 31                    | Igor Kollár (SVK)                | 1:26.31 |            |
| 32                    | Luis Fernando García (GUA)       | 1:27.16 |            |
| 33                    | Anthony Gillet (FRA)             | 1:27.36 |            |
| 34                    | Michail Chmelnitskij (BLR)       | 1:28.02 |            |
| 35                    | José David Dominguez (ESP)       | 1:28.16 |            |
| 36                    | Hatem Ghoula (TUN)               | 1:28.16 |            |
| 37                    | Gyula Dudás (HUN)                | 1:28.34 |            |
| 38                    | Valerij Borisov (KAZ)            | 1:28.36 |            |
| 39                    | David Kimutai (KEN)              | 1:28.45 |            |
| 40                    | Timothy Seaman (USA)             | 1:30.32 |            |
| 41                    | Róbert Valíček (SVK)             | 1:30.46 |            |
| 42                    | Julius Sawe (KEN)                | 1:30.55 |            |
| 43                    | Julio René Martínez (GUA)        | 1:31.47 |            |
| 44                    | Ramy Dieb (PLE)                  | 1:32:32 | NR         |
| Fullföljde inte (DNF) |                                  |         |            |
| —                     | Efim Motpan (MDA)                | DNF     |            |
| Diskvalificerade (DQ) |                                  |         |            |
| —                     | Maris Putenis (LAT)              | DQ      |            |
| —                     | Bernardo Segura (MEX)            | DQ      |            |
| Startade inte (DNS)   |                                  |         |            |
| —                     | João Vieira (POR)                | DNS     |            |